# جون إتش فلوود جونيور
جون إتش فلوود جونيور (بالإنجليزية: John H. Flood, Jr.)‏ هو كاتب سير أمريكي، ولد في 16 يناير 1878 في كونيتيكت في الولايات المتحدة، وتوفي في 29 مارس 1958.